# Mosella (poema)
La Mosella è un poemetto in 483 esametri scritto dal poeta romano Ausonio di Burdigala fra il 370 e il 371. Un manoscritto ben conservato che tramanda il testo proviene dal monastero di San Gallo ed è stato creato nel X Secolo.

## Descrizione
L'opera è frutto della contaminazione di vari generi. Questa può essere definita odeporica per la sua parte proemiale, idilliaca ed encomiale in quanto celebrazione del paesaggio germanico. Il poema tratta infatti del viaggio di Ausonio dalle rive della Nava per poi seguire il fiume che dà il titolo all'opera, la Mosella, fino a Treviri, città dove fu scritto il poema e di cui l'autore tesse un elogio prima di concludere con la celebrazione d'immortalità dello stesso fiume.

## Contenuto
Ausonio descrive un viaggio ideale dal Nahe vicino a Bingen attraverso l'odierno Hunsrück fino alla valle della Mosella. La Mosella è l'unica poesia antica sopravvissuta dedicata esclusivamente a un fiume.
Nel IV secolo gli imperatori romani risiedevano a Treviri, che all'epoca apparteneva alla Gallia, motivo per cui molti membri istruiti dell'alta borghesia rimasero in questa regione. Probabilmente questi rappresentavano il pubblico che Ausonio intendeva raggiungere. Nel primo verso della Mosella descrive la partenza per il viaggio sul "nebbioso" Nahe e nei versi seguenti menziona vari luoghi che visita. Cita il nuovo muro di Bingium, che chiamò Vincum, che fu costruito solo nel 368, i luoghi Dumnissus e la stazione di viaggio Tabernae nell'Hunsrück, nonché "Noiomagus" (Noviomagus Treverorum), l'attuale Neumagen-Dhron sulla Mosella. Inoltre, Ausonio innalza un inno alla Mosella. Ha elogiato espressamente la sua bellezza naturale, la diligenza dei suoi abitanti, il fascino e la fertilità delle rive della Mosella e del paesaggio circostante, nominando dieci affluenti. Parte della Mosella è dedicata all'ampio elenco in 64 versi (vv. 85-149) di 15 specie ittiche rinvenute nella Mosella ai tempi di Ausonio. Ausonio espone ripetuti confronti con altri luoghi come la sua città gallica Burdigala (oggi Bordeaux) o la provincia della Gran Bretagna.

## Edizioni
- Decimo Magno Ausonio, Mosella. Introduzione, testo, traduzione e commento a cura di Consoli M. E., Congedo Editore, 1998. ISBN 978-88-8086-259-8
- Decimo Magno Ausonio, La Mosella e altre poesie. Testo originale a fronte a cura di Canali L., Mondadori, 2011. ISBN 9788804608004
- Walter John (trad. Ed ed. ): Mosella. La canzone della Mosella di Ausonio. Paulinus-Druckerei, Treviri 1932 (edizione testuale con traduzione e spiegazione in tedesco).
- Eduard Böcking : Des Dec. Magnus Ausonius Mosella. Latino e tedesco. Oltre a un'appendice. Contiene una descrizione della vita del poeta, appunti sulla Mosella, poesie su Bissula . Nicolai, Berlino 1828.
- D. Magnus Ausonius Mosella. Con testi di Simmaco e Venanzio Fortunato. Latino / tedesco. Pubblicato, trad. u. commentato da Otto Schönberger . Reclam: Stoccarda 2000 (Reclam Universal Library n. 18027; una traduzione in prosa parafrasante, con particolare attenzione alla documentazione filologica del testo)
- Ausonio: Mosella. Latino / tedesco. Ed., Tradotto in bianco, ext. u. con un'introduzione di Paul Dräger . Treviri 2001
- D. Magnus Ausonius: Mosella. Bissula, corrispondenza con Paulinus Nolanus . Ed. U. trans. di Paul Dräger. Collezione Tusculum, Düsseldorf / Zurigo: Artemis 2002.
- Mosella. La corrispondenza con Paolino. Bissula . Lat. / Tedesco. Berlino: Akademie 2011, ISBN 978-3-05-005525-1 ( recensione )
- D. Magnus Ausonius: Complete Works (3 voll. ). Vol. 2: Opere di Treviri (inclusa Mosella) . Lat. / Tedesco. Ed., Tradotto u. andiamo di Paul Dräger. Treviri: Kliomedia 2011, ISBN 978-3-89890-158-1 .
- D. Magnus Ausonius: Mosella. Edizione critica, traduzione, commento di Joachim Gruber (testi e commenti 42). Berlino [u.   a.]: de Gruyter 2013, ISBN 978-3-11-030933-1 .
- D. Magnus Ausonius: tutte le opere. Vol. 2: Treviri funziona (specialmente Mosella) . Ed., Transl. u. andiamo di Paul Dräger. Seconda edizione ampliata e rivista, Treviri (Kliomedia) 2016, ISBN 978-3-89890-207-6 .